# 吉川村 (広島県賀茂郡)
吉川村（よしかわむら）は、広島県賀茂郡にあった村。現在の東広島市の一部にあたる。

## 地理
西条盆地の西端に位置していた。

## 歴史
- 1889年（明治22年）4月1日、町村制の施行により、賀茂郡吉川村が単独で村制施行し、吉川村が発足[1][2]。大字は吉川の1大字のみ編成[1]。
- 1952年（昭和27年）村内有線放送設置[1]。
- 1956年（昭和31年）9月1日、賀茂郡川上村、原村と合併し、町制施行し八本松町を新設して廃止された[1][2]。

### 地名の由来
槌山城合戦で主力となった山県郡の吉川元春にちなんで、その氏をあてたとの説あり。

## 産業
- 農業

## 教育
- 1891年（明治24年）吉川簡易小学校を吉川尋常小学校（現東広島市立吉川小学校）とし、1913年（大正2年）高等科を併置[1]。

## 名所・旧跡・観光地
- 槌山城（東広島市指定史跡）[1]